# Proasellus exiguus
Proasellus exiguus là một loài chân đều trong họ Asellidae. Loài này được Afonso miêu tả khoa học năm 1983.